# 1920 w filmie
Wydarzenia filmowe w 1920 roku.

## Wydarzenia
- 1 stycznia – kronika filmowa „Messter-Woche” (ukazująca się od 1 października 1914, produkowana w koncernie UFA od 1919) została rozpowszechniana przez Niemieckie Towarzystwo Kin (DLG). Ukazywała się do 20 kwietnia 1922.

## Premiery

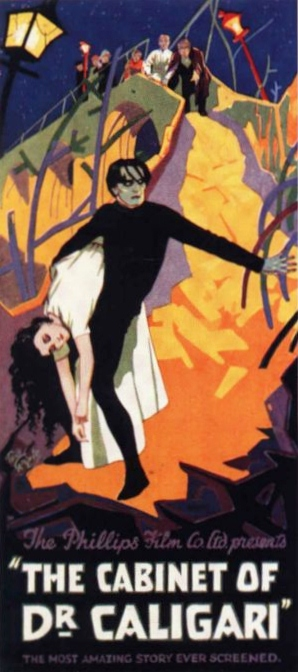
Plakat filmu Gabinet doktora Caligari

### Filmy polskie
- 5 stycznia – Córka Pani X
- 11 maja – Powrót
- 25 września – Dla ciebie, Polsko
- 10 października – Konsul Pomeranc
- 3 listopada – Bohaterstwo polskiego skauta
- 20 listopada – Czaty
- 20 listopada – Nie damy ziemi, skąd nasz ród
- Krwawy terror

### Filmy zagraniczne
- 26 lutego – Gabinet doktora Caligari (Das Cabinet des Dr. Caligari, Niemcy) – reżyseria: Robert Wiene, scenariusz: Carl Mayer, Hans Janowitz, wykonawcy: Werner Krauss, Conrad Veidt, Lil Dagover.
- 3 października – Droga na wschód (Way Down East, USA) – reżyseria i scenariusz: David Wark Griffith, wykonawcy: Lillian Gish, Richard Barthelmess, Lowell Sherman.
- 4 października – Wdowa po pastorze (Prästänkan, Szwecja) – reżyseria i scenariusz: Carl Theodor Dreyer, wykonawcy: Hildur Carlberg, Einar Röd, Greta Almroth.
- 29 października – Golem (Der Golem, wie er in die Welt kam, Niemcy) – reżyseria: Paul Wegener, Carl Boese, scenariusz: Paul Wegener, wykonawcy: Paul Wegener, Albert Steinrück, Ernst Deutsch.
- 8 listopada – Erotikon (Szwecja) – reżyseria Mauritz Stiller, scenariusz: Arthur Nordén i Mauritz Stiller, wykonawcy: Carina Ari, Stina Berg, Vilhelm Berndtson.
- 3 grudnia – Człowiek otwartych przestrzeni (L’Homme du large, Francja) – reżyseria i scenariusz: Marcel L’Herbier, wykonawcy: Roger Karl, Jacque Catelain, Marcelle Pradot.

## Urodzili się
- 1 stycznia – Sylwester Przedwojewski, polski aktor (zm. 2015)
- 7 stycznia – Witold Sadowy, polski aktor (zm. 2020)
- 9 stycznia – Mieczysław Pawlikowski, polski aktor (zm. 1978)
- 20 stycznia
  - Federico Fellini, włoski reżyser (zm. 1993)
  - DeForest Kelley, aktor (zm. 1999)
- 30 stycznia
  - Michael Anderson, brytyjski reżyser (zm. 2018)
  - Delbert Mann, amerykański reżyser (zm. 2007)
- 11 lutego – Billy Halop, aktor (zm. 1976)
- 26 lutego – Tony Randall, aktor (zm. 2004)
- 16 marca – Leo McKern, aktor (zm. 2002)
- 20 marca – Éric Rohmer, francuski reżyser, scenarzysta, aktor oraz teoretyk i krytyk filmowy (zm. 2010)
- 1 kwietnia – Toshirō Mifune, japoński aktor (zm. 1997)
- 2 kwietnia – Jack Webb, aktor (zm. 1982)
- 11 maja – Denver Pyle, aktor (zm. 1997)
- 16 maja – Martine Carol, francuska aktorka (zm. 1967)
- 26 maja – Peggy Lee, amerykańska piosenkarka, aktorka (zm. 2002)
- 5 lipca – Ignacy Machowski, polski aktor (zm. 2001)
- 11 lipca – Yul Brynner, amerykański aktor, pochodzenia rosyjskiego (zm. 1985)
- 18 lipca – Ludwik Benoit, polski aktor (zm. 1992)
- 6 sierpnia – Ella Raines, aktorka (zm. 1988)
- 17 sierpnia – Maureen O’Hara, irlandzka aktorka (zm. 2015)
- 18 sierpnia – Shelley Winters, amerykańska aktorka (zm. 2006)
- 18 września – Jack Warden, amerykański aktor (zm. 2006)
- 23 września – Mickey Rooney, amerykański aktor (zm. 2014)
- 27 września – William Conrad, amerykański aktor, reżyser i producent filmowy (zm. 1994)
- 1 października – Walter Matthau, amerykański aktor (zm. 2000)
- 15 października – Mario Puzo, amerykański scenarzysta (zm. 1999)
- 17 października
  - Montgomery Clift, amerykański aktor (zm. 1966)
  - Klemens Mielczarek, polski aktor (zm. 2006)
- 18 października – Melina Mercouri, grecka aktorka (zm. 1994)
- 21 października – Hy Averback, amerykański aktor (zm. 1997)
- 22 października – Mitzi Green, aktorka (zm. 1969)
- 27 października – Nanette Fabray, aktorka (zm. 2018)
- 10 listopada – Jennifer Holt, aktorka (zm. 1997)
- 13 listopada – Jack Elam, amerykański aktor (zm. 2003)
- 14 listopada – Tadeusz Schmidt, polski aktor (zm. 1976)
- 19 listopada – Janusz Kłosiński, polski aktor (zm. 2017)
- 19 listopada – Gene Tierney, amerykańska aktorka (zm. 1991)
- 25 listopada – Ricardo Montalbán, aktor (zm. 2009)
- 30 listopada – Virginia Mayo, amerykańska aktorka (zm. 2005)
- 29 grudnia – Viveca Lindfors, aktorka (zm. 1995)
- 30 grudnia – Jack Lord, aktor (zm. 1998)